# Coventryi szegkereszt

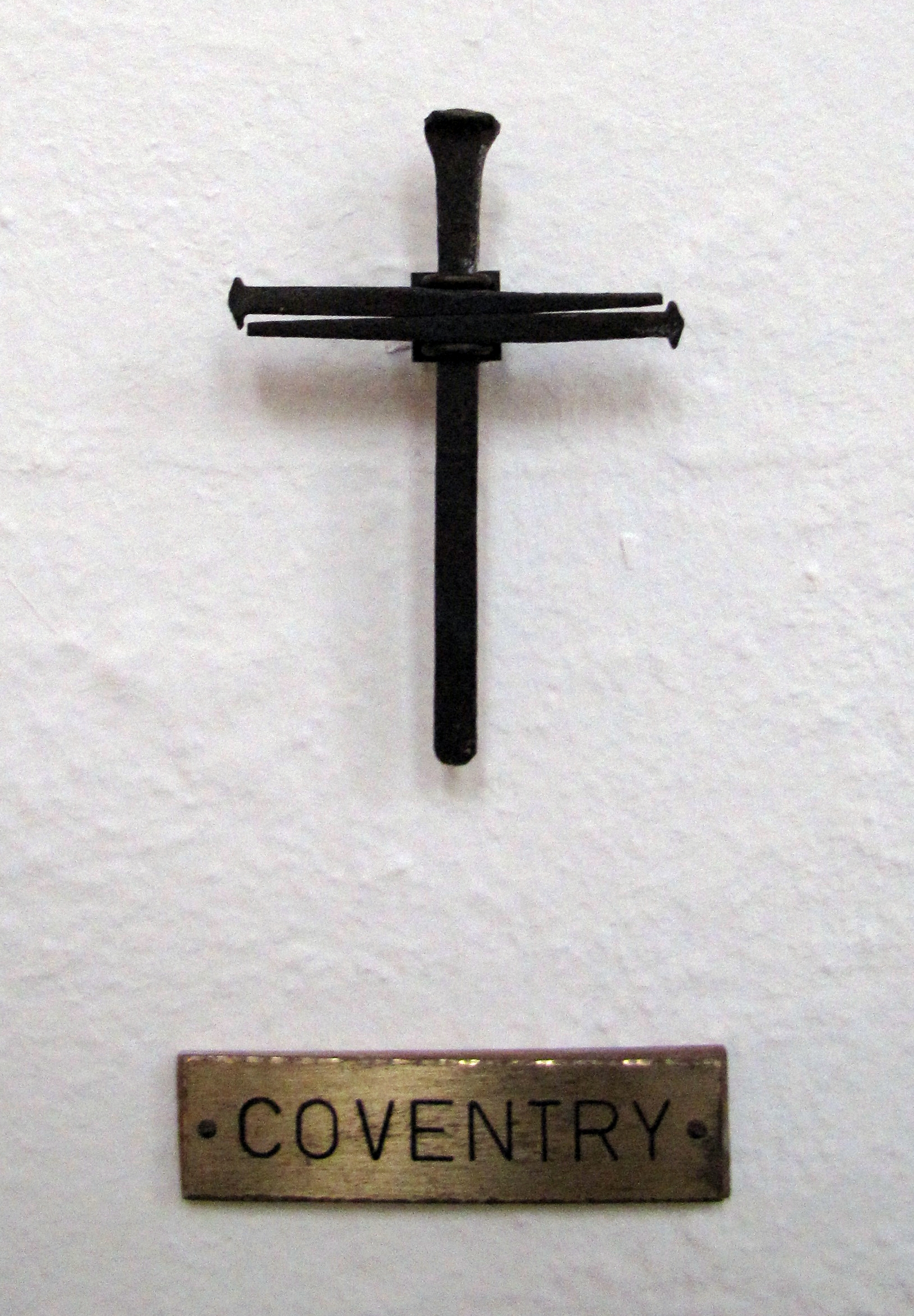
Az eredeti kereszt a kieli Szent Miklós templomban

A coventryi szegkereszt egy vasszögekből készült kereszt, amelyet a béke és a megbékélés szimbólumaként használnak. Az eredeti példány három nagy középkori szögből készült, amelyeket a coventryi székesegyház romjai között találtak, miután az épület 1940. november 14-én egy német bombázás következtében súlyosan megrongálódott. A következő évtizedekben több száz keresztet ajándékoztak különböző szervezeteknek, köztük templomoknak, börtönöknek és iskoláknak. A kereszt formája a Jézust keresztre feszítő szögekre utal.

## Coventryben
A coventryi székesegyház súlyosan megrongálódott a Blitz idején, tetőzete pedig 1940. november 14-én teljesen megsemmisült. A kereszt ötlete Arthur Philip Wales tiszteletestől származik, aki a bombázásban szintén megrongálódott coventryi Szent Márk-templom, később pedig a warmingtoni Szent Mihály-templom plébánosa volt. A bombázás utáni reggel a székesegyház romjai között sétált, ahol több nagy, kézzel kovácsolt középkori szöget talált. Dróttal  összekötötte össze latin kereszt alakra – egyet függőlegesen, kettőt pedig fejjel lefelé – majd átadta őket Coventry püspökének, Mervyn Haigh-nek. A székesegyház prépostja, Richard Howard a romos épület oltára mögötti falba véste az „Atyám, bocsáss meg” szavakat, és két elszenesedett, kereszt alakban összedőlt gerendát állított a törmelékek közé. Az eredeti elszenesedett kereszt ma az új székesegyházban látható, amelyet a háború után építettek a középkori székesegyház romjai mellett, egy másolatot pedig a régi székesegyház álló romjai között helyeztek el.
Az eredeti szegkeresztet az új székesegyház is megtartotta. 1962 nagyböjtjében körbevitték az egyházmegye templomaiban, majd 1962. május 25-én, az új székesegyház felszentelésének előestéjén tért vissza jelenlegi helyére. Napjainkban a főoltárra szokták helyezni, az immáron összehegesztett szegeket.

## Máshol
1947 szeptemberében Richard Howard Kielbe látogatott, és a coventryi székesegyház romjai között talált középkori szögekből készült keresztet ajándékozott a helyi Szent Miklós-templomnak. Cserébe Howard egy, a német templom romjaiból származó követ kapott ajándékba. Az elkövetkező években több száz darabot adtak át különböző szervezeteknek, eredetileg a régi székesegyház középkori szögeit, de újabban modern másolatokat is felhasználva. Sok helyen a coventryi szegkeresztet falra szerelik, vagy oltáron állítják ki.
1974-ben a korábban coventryi szegkereszteket kapottakat összehívták, hogy létrehozzák az ökumenikus „Szegkeresztek Közösségét” (Community of the Cross of Nails), amelyet Bill Williams, a coventryi Katedrális prépostja alapított. Ez ma már több mint 200 szervezetből álló hálózat, amely 45 országban működik és elkötelezett a béke, az igazságosság és a megbékélés mellett. Tagjai között tucatnyi németországi templom is található, például a drezdai Frauenkirche, a potsdami Garrizon-templom, a berlini Vilmos császár emléktemplom, valamint a Megbékélés Kápolnája (Kapelle der Versöhnung). Emellett más városok templomai is csatlakoztak a kezdeményezéshez az Egyesült Királyságból és világszerte is. Sok helyen minden pénteken elimádkozzák a Joseph Poole kanonok által 1958-ban írt coventryi Megbékélés Litániáját.
Egy coventryi szegkereszt volt a HMS Coventry (D118) nevű romboló fedélzetén is. A hajó a Falkland-szigeteki háború idején elsüllyedt, de a keresztet később a Királyi Haditengerészet búvárai kiemelték. Ezután visszakerült a coventryi katedrálisba, majd a következő HMS Coventry (F98) őrizte 1988-tól egészen annak 2002-es kivonásáig. Később a keresztet a HMS Diamond (D34) rombolónak adták át, amely hivatalosan is kapcsolódik Coventry városához.

## Galéria
- A coventryi székesegyház romjai 1940. november 16-án
- Vilmos császár emléktemplom, Berlin
- Neue Kirche (vagy Német dóm), Berlin
- Antoniterkirche, Köln
- Frauenkirche, Drezda
- Nemzeti Katedrális, Washington DC
- Az elszenesedett kereszt a coventryi székesegyházban
- Az eredeti coventryi szegkereszt egyike a würzburgi Szent Kilián-székesegyházban, az 1945-ös würzburgi bombázás során elhunytak sírhelyén[1]

## Fordítás
Ez a szócikk részben vagy egészben  a   Coventry Cross of Nails című angol Wikipédia-szócikk ezen változatának fordításán alapul.  Az eredeti cikk szerkesztőit annak laptörténete sorolja fel. Ez a jelzés csupán a megfogalmazás eredetét és a szerzői jogokat jelzi, nem szolgál a cikkben szereplő információk forrásmegjelöléseként.